# ایگنس
ایگنس (به فرانسوی: Aignes) یک کامین در فرانسه است که در Canton of Cintegabelle واقع شده‌است.

## خصوصیات
ایگنس ۲۱٫۸۱ کیلومترمربع مساحت و ۲۳۳ نفر جمعیت دارد و ۳۰۰ متر بالاتر از سطح دریا واقع شده‌است.